# Dimitrios Ypsilantis
Dimitrios Ypsilantis (in greco Αγία Παρασκευή?) è un ex comune della Grecia nella periferia della Macedonia occidentale di 3.018 abitanti secondo i dati del censimento 2001.
È stato soppresso a seguito della riforma amministrativa, detta Programma Callicrate, in vigore dal gennaio 2011 ed è ora compreso nel comune di Kozani.
Il nome deriva da Demetrios Ypsilanti, patriota greco